# جونيور براينت
جونيور براينت (بالإنجليزية: Junior Bryant)‏ هو لاعب كرة قدم أمريكية أمريكي، ولد في 16 يناير 1971 في أوماها في الولايات المتحدة.

## وصلات خارجية
- جونيور براينت على موقع مرجع كرة القدم المحترفة.كوم (الإنجليزية)